# Amphimallon ruficorne
Amphimallon ruficorne är en skalbaggsart som beskrevs av Fabricius 1775. Amphimallon ruficorne ingår i släktet Amphimallon och familjen Melolonthidae. Inga underarter finns listade i Catalogue of Life.

## Bildgalleri

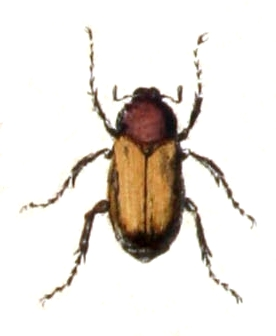